# Hornschuchia cauliflora
Hornschuchia cauliflora là loài thực vật có hoa thuộc họ Na. Loài này được Paulus Johannes Maria Maas và A. K. van Setten mô tả khoa học đầu tiên năm 1988.

## Phân bố
Loài này có tại bang Bahia ở miền đông Brasil.

## Mô tả
Loài này có trong các khu rừng mưa Đại Tây Dương và vùng sinh thái trảng cỏ nhiệt đới Cerrado.